# Anges et Loups
Anges et Loups est un feuilleton télévisé français créé par Jean Chatenet d'après un roman d'Eugène Sue, réalisé par Boramy Tioulong et diffusé à partir du 10 septembre 1988 sur Antenne 2.

## Fiche technique
- Réalisateur : Boramy Tioulong
- Auteur : Jean Chatenet d'après l’œuvre d'Eugène Sue
- Sociétés de production : Antenne 2, Société Française de Production
- Genre : feuilleton dramatique
- Durée : 20 épisodes de 26 minutes

## Distribution
- Christian Blanc : Maillol
- Philippe Clay : Legrand
- Élisa Servier : Camille
- Elisabeth Étienne : Gaëtane
- Bernard Dhéran : Boildieu
- Daniel Edinger : Edmond
- Aniouta Florent : Mélinda
- Jean-Claude Jay : Mirades
- Philippe Kelly : Vladimir
- Nadine Alari : la Princesse
- Dora Doll : Louise
- Elisabeth Naud et Sabine Naud : les jumelles
- Serge Marquand : Gondo
- Jean-François Poron : Borzou